# Rough Night
Rough Night és una pel·lícula estatunidenca de comèdia de l'any 2017 dirigida per Lucia Aniello i protagonitzada per Scarlett Johansson, Zoë Kravitz, Kate McKinnon, Jillian Bell, Ilana Glazer, Paul Downs, Ty Burrell i Demi Moore. S'ha subtitulat al català.

## Sinopsi
El 2006 quatre amigues, Jess, Alice, Frankie i Blair es varen reunir durant el seu primer any d'universitat a la Universitat George Washington. Una dècada després, planegen una reunió quan la Jess està a punt de casar-se amb el seu promès Peter, i l'Alice decideix que totes quatre haurien de passar el cap de setmana a Miami de festa. Un cop allà, la Pippa se'ls uneix, una amiga de la Jess. Les amigues es droguen i festegen en un club i després la Frankie decideix contractar un stríper masculí, Jay. Quan en Jay arriba, l'Alice decideix saltar-hi al damunt, tots dos causen i en Jay es fa un cop amb la xemeneia, per la qual cosa mor. Allà comencen els problemes de debò d'aquestes amigues, que han de decidir què fer amb el cadàver de l'home.